# Црнелово-Доне
Црнелово-Доне (серб. Црњелово Доње / Crnjelovo Donje) — посёлок в общине Биелина Республики Сербской Боснии и Герцеговины. Население составляет 2450 человек по переписи 2013 года.

## Спорт
В селе базируется футбольная команда «Задругар», образованная в 1957 году.